# Despolarización mental

## Despolarización mental

### Definición y contexto
La despolarización mental es una técnica de preparación mental desarrollada en el ámbito del alto rendimiento deportivo, cuyo objetivo es ayudar a las personas a superar pensamientos extremos o polarizados. Busca facilitar un estado mental más equilibrado, liberando el potencial cognitivo y emocional bloqueado. El método ha sido utilizado principalmente por deportistas profesionales y de élite, aunque también se ha aplicado en contextos de desarrollo personal y profesional.

### Origen y desarrollo
La técnica fue desarrollada por la Academia del Alto Rendimiento, fundada en Francia en 2019. Su creador, Pierre David, registró el método como una herramienta para intervenir en la identidad del individuo y mejorar su rendimiento. Según la academia, más de 2000 personas —entre deportistas, entrenadores y empresarios— han aplicado la técnica. Un alto porcentaje de los deportistas obtuvo medallas en los Juegos Olímpicos de Tokio 2020 y Pekín 2022.

### Fundamento teórico
La despolarización mental parte de la premisa de que los extremos mentales (como la arrogancia o la sumisión) limitan el comportamiento adaptativo. El método propone integrar ambas polaridades para alcanzar una mayor flexibilidad mental. Se diferencia de otras técnicas como la visualización tradicional, en tanto que trabaja sobre las creencias identitarias del individuo, permitiendo una reconexión con aspectos no juzgados de sí mismo.

### Aplicación
El proceso se realiza en sesiones guiadas por profesionales e incluye cuestionarios y ejercicios introspectivos. Aunque su uso inicial se centró en el deporte, también se promueve en ámbitos educativos y empresariales. Se ha recomendado su aplicación a partir de los 15 años.

### Recepción y críticas
Diversos medios de comunicación han reseñado la técnica, destacando su aplicación en el alto rendimiento. Entre ellos se encuentran Infobae, As, Telva y Marca. No obstante, hasta la fecha no existen estudios académicos revisados por pares que validen empíricamente su eficacia. Esto ha generado reservas en algunos sectores de la psicología científica.